# میری دارک
میری دارک (فرانسوی: Mireille Darc‎؛ ۱۵ مهٔ ۱۹۳۸ – ۲۸ اوت ۲۰۱۷) بازیگر و مدل اهل فرانسه بود.
از فیلم‌ها یا برنامه‌های تلویزیونی که وی در آنها نقش داشته‌است می‌توان به برای پنهان کردن یک پلیس، مرگ یک مرد فاسد، بورسالینو، بورسالینو و شرکا.، تعطیلات آخر هفته، سرنشینان، جف، شتاب‌زده، سینه‌های یخی، مرد قدبلند بلوند و فرانک ریوا اشاره کرد.
وی همچنین برنده جوایزی همچون لژیون دونور شده‌است.